# Pièces buccales (anatomie des insectes)
Pour un article plus général, voir Pièces buccales.

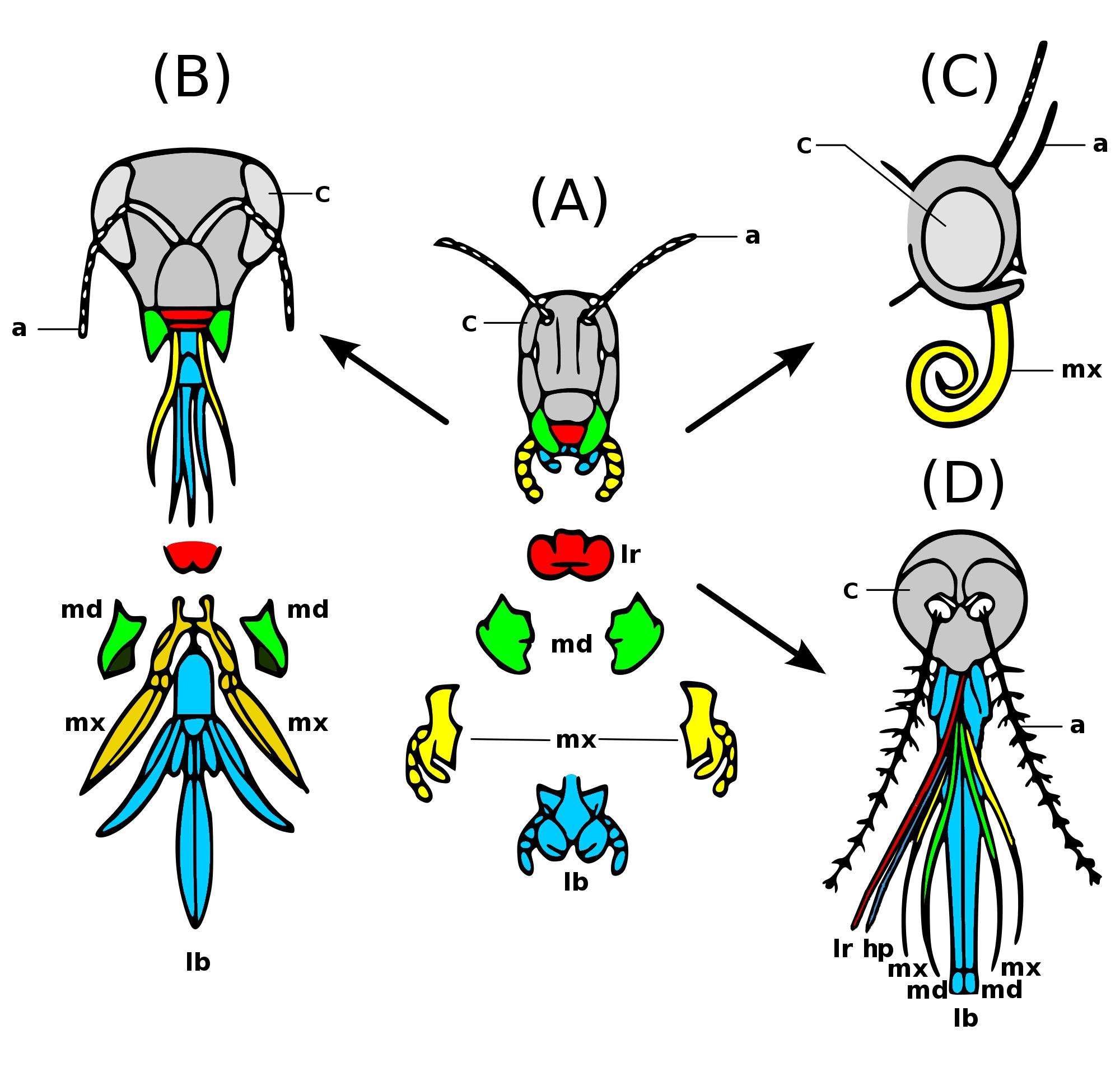
Représentation schématique de l'évolution
de l'agencement des pièces buccales chez les insectes : type primitif broyeur tel celui de la sauterelle au centre (A), au type suceur (B), au type siphoneur (C) ou au type piqueur/suceur (D). Légende : a, antenne; c, œil composé; hp, hypopharynx; lb, labium; lr, labre; md, mandibules; mx, maxilles.

Les pièces buccales forment l'appareil buccal de l'insecte. Ces pièces s'articulent sur la partie inférieure de la surface à la base de sa tête.
Fondamentalement, la cavité orale des insectes est entourée d'une expansion cuticulaire dorsale (labrum), de trois paires d'appendices gnathaux (de) (deux paires latérales, les mandibules et les maxilles, et une paire ventrale fusionnée en une pièce impaire, le labium (de)). Ces appendices résultent de la différenciation des appendices articulés des somites céphaliques, primitivement disposés par paires au niveau de chaque segment. À partir du modèle primitif de type broyeur, ces pièces se réorganisent selon la nature du régime alimentaire des espèces.

## Évolution

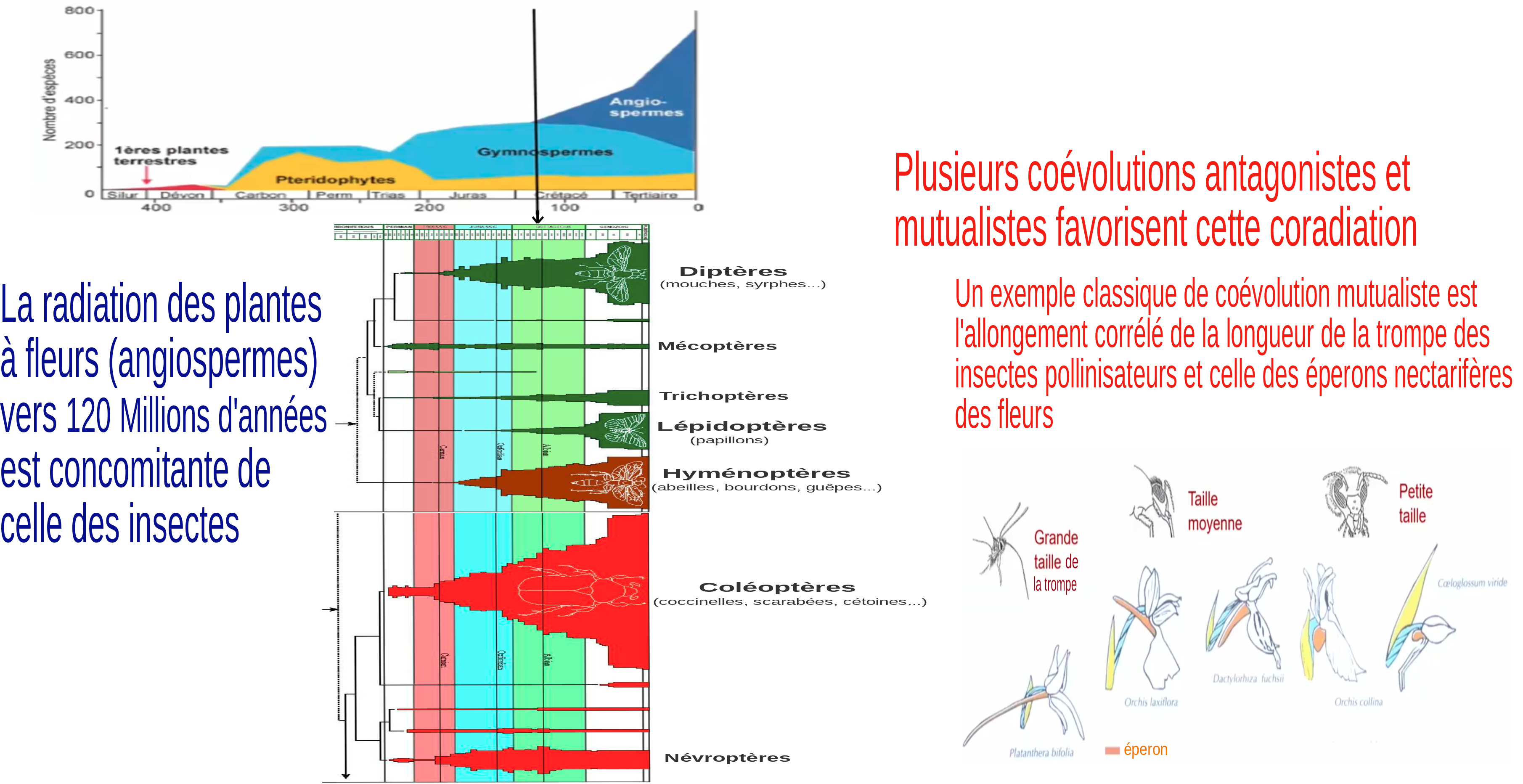
Coévolution plantes à fleurs - insectes.

L'exploitation d'habitats et de ressources alimentaires différentes est un des facteurs clés expliquant la diversification des insectes et leur succès évolutif. Cette diversification s'explique notamment par une adaptation des pièces buccales au régime alimentaire (phytophage, frugivore, carnivore, hématophage, entomophage…) afin d'être le plus efficace possible dans la prise de nourriture. Selon le professeur en biologie animale Jean Chaudonneret, « l'appendice arthropodien est indiscutablement la structure anatomique la plus riche en possibilités adaptatives de tout le règne animal. Ces possibilités se manifestent avec une exubérance toute particulière, tant sur le plan anatomique que sur le plan fonctionnel ».

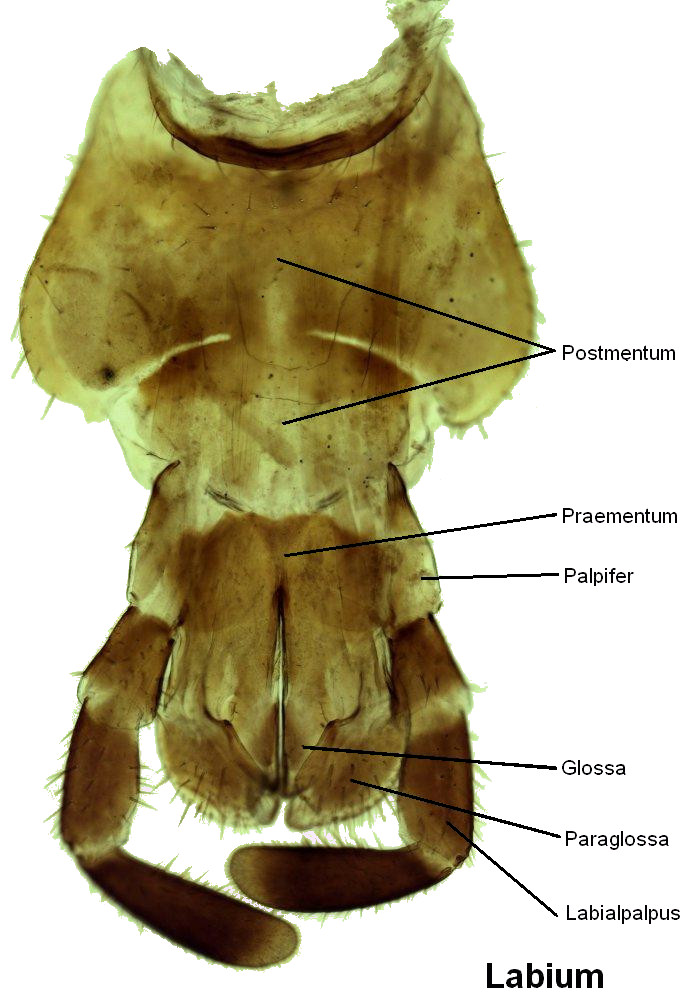
Chaque pièce buccale est composée de plusieurs articles. Labium de la blatte américaine (montage in toto, stéréomicroscope).

## Types de pièces buccales en fonction du régime alimentaire
Les pièces buccales varient selon plusieurs types en fonction du régime alimentaire des insectes.

### Les insectes «broyeurs»

Pièces buccales du type broyeur, avec les mandibules en forme de pyramide triangulaire un peu aplatie (criquet).

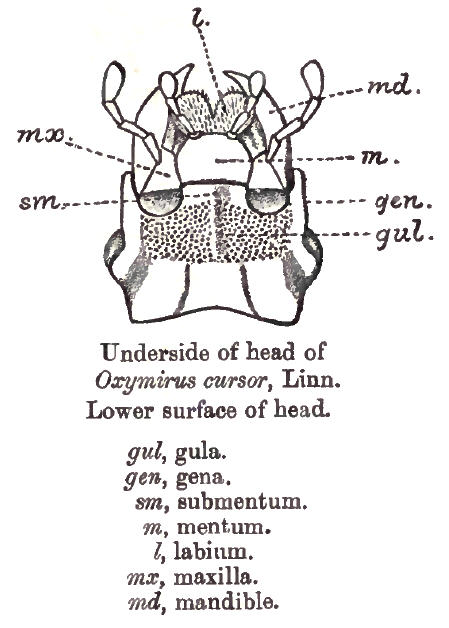
Schéma montrant les pièces buccales d'un insecte broyeur de la famille des Cerambycidae.

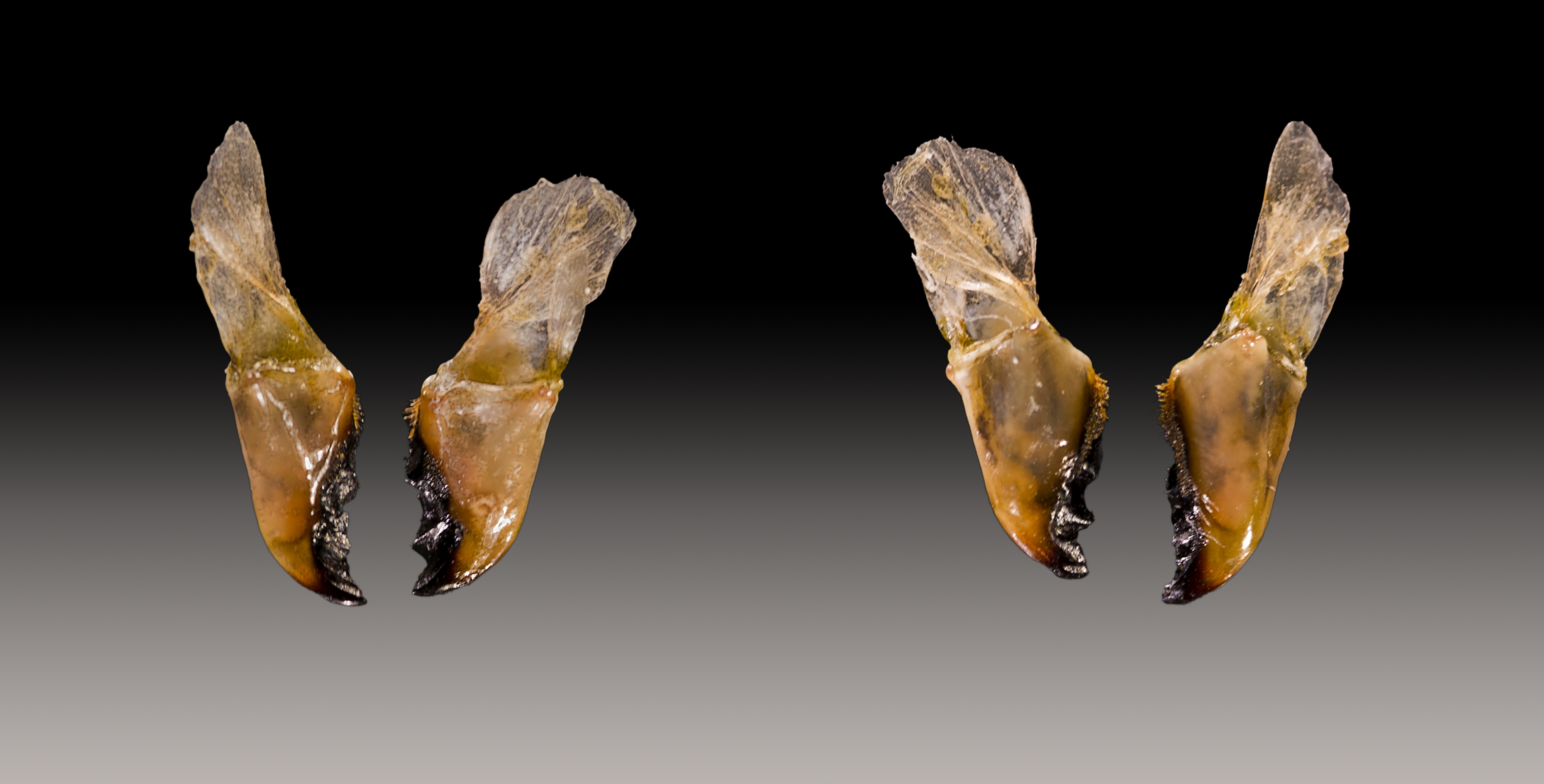
Vue antérieure (gauche) et postérieure (droite) des mandibules de la grande sauterelle verte.

L'organisation primitive est le type broyeur (ou mâcheur) adapté à un régime herbivore, carnivore ou omnivore. Les insectes à pièces broyeuses typiques sont les Coléoptères, les Hyménoptères, les Lépidoptères (uniquement les larves), les Orthoptères, les Blattoptères, les Raphidioptères, les Plécoptères, les Embioptères, les Dermaptères, les Dictyoptères, les Zoraptères, les Névroptères (adultes), les Mécoptères, les Phasmoptères, les Isoptères, les Mégaloptères (larves et adultes). Elle comprend :
- le labrum ou labre : pièce unique de la bouche formant la lèvre supérieure (1re pièce buccale), il couvre la base des mandibules et forme la voûte de la cavité buccale des insectes. Il est situé en avant ou au-dessous de l'épistome. Ce sclérite impair, habituellement mobile, est séparé du clypéus par une suture dite clipéo-labrale. C'est, morphologiquement, un segment céphalique.
- les mandibules, première paire de mâchoires constituée d'appendices buccaux puissants et tranchants, utilisés pour couper et broyer la nourriture[5], pour la défense et l'attaque. Ces appendices unisegmentés sont très sclérifiés.
- les maxilles, deuxième paire mâchoires, sont typiquement composés d'une série d'articles (cardo, stipe, lacinia, galea) et de palpes maxillaires segmentés qui interviennent principalement dans le nettoyage des antennes et de la première paire de pattes.
- le labium, également appelé lèvre inférieure, « menton » qui ferme la cavité buccale par-dessous. Il résulte de la fusion de la deuxième paire de maxilles[6] (Mx2) des arthropodes pour donner un "appendice" impair. Les palpes labiaux permettent de diriger les aliments vers les maxilles mais ont surtout un rôle sensoriel (ils portent à leur extrémité distale un bouquet de sensilles).
- l'hypopharynx, repli membraneux chitineux entre le labre et le labium, en forme de tige suspendue dans la cavité buccale. Possédant des sensilles et portant à sa base l'arrivée des glandes salivaires, il est structurellement assimilable à la langue. Il divise la cavité buccale en deux compartiments : dorsalement le cibarium[7] (ou atrium buccal, appelé aussi bouche) qui correspond au débouché du tube digestif, et ventralement le salivarium où débouchent les glandes salivaires[8].

La larve des libellules est un broyeur masqué : carnivore et prédateur puissant, elle chasse à l'affût le plancton (infusoires), des invertébrés (petits crustacés tels que les gammares, larves d’insectes ou insectes adultes) et même de petits poissons, grâce à un organe de préhension articulé appelé « masque (de) » (appelé ainsi car ce labium replié cache les pièces buccales). Il se compose de deux pièces articulées, le postlabium et le prélabium. La partie distale porte deux petits crochets mobiles qui sont issus de la transformation des palpes labiaux. Lorsqu'une proie passe à proximité de ce prédateur, il projette brutalement son masque ce capture qui harponne la proie grâce aux crochets. En se repliant, la masque amène la proie au niveau des mandibules.

Labium des larves de libellule modifé en appareil préhensile, le masque.
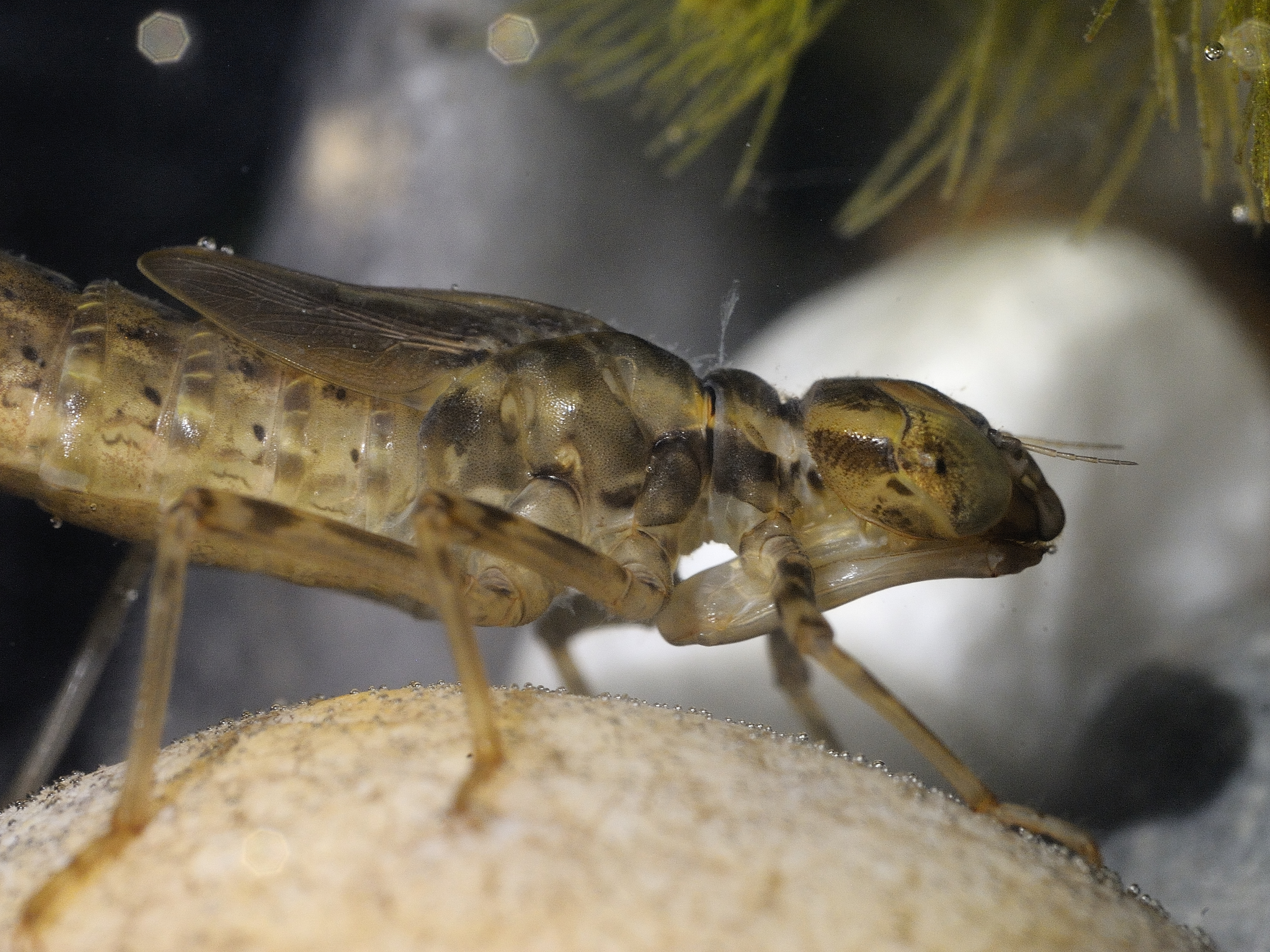
Masque de capture replié, au repos.
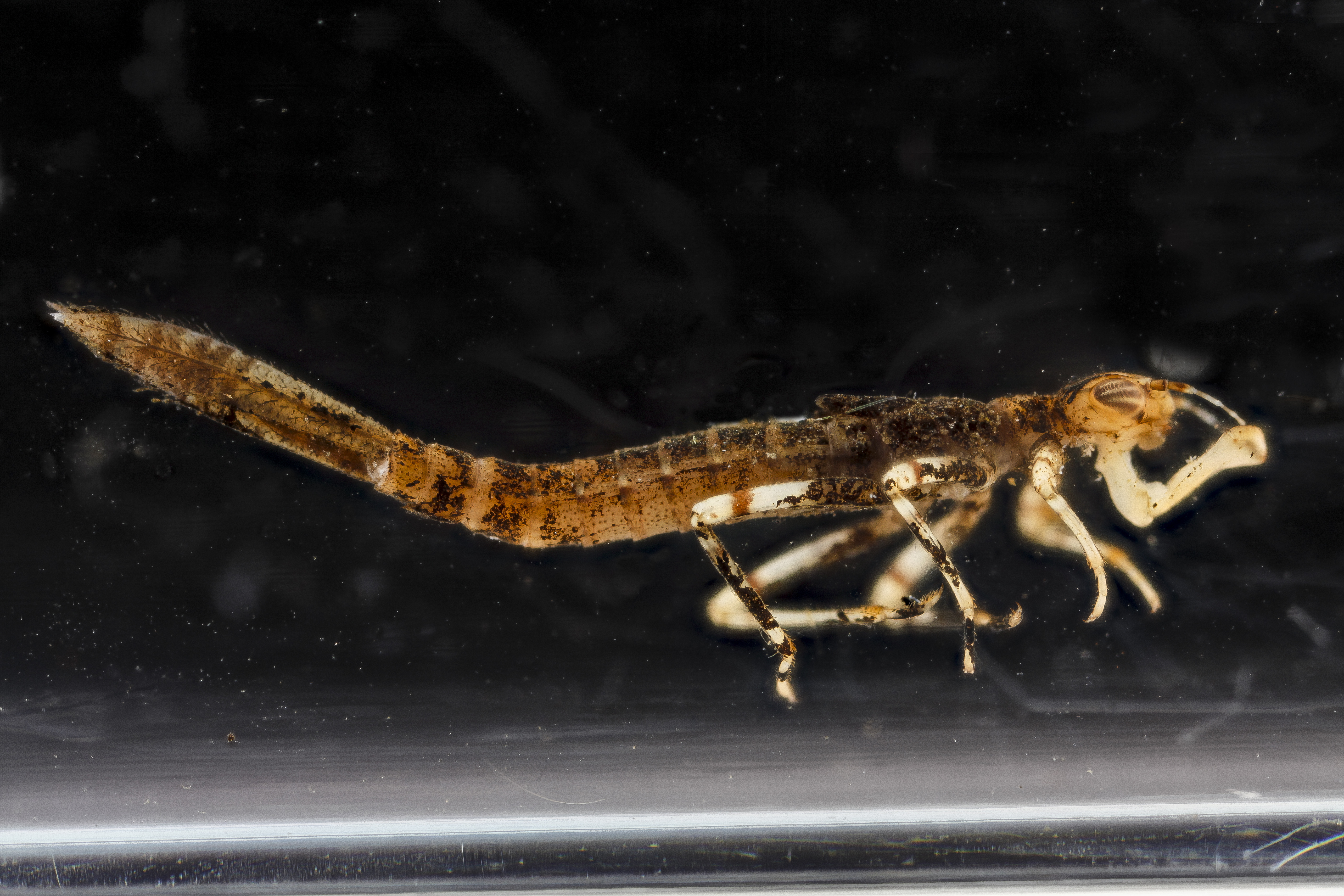
Masque de capture déplié.

### Les insectes «broyeurs-suceurs»
L'appareil buccal de type broyeur-suceur permet de saisir une proie à l'aide des mandibules percées de canaux salivaires et alimentaires (les premiers, plus petits, acheminent la salive injectée dans la proie et qui assure la liquéfaction des tissus de la victime qui peut ensuite être aspirée). C'est le cas des Thysanoptères, de certains Diptères, des larves de dytique et de nombreux Névroptères.

### Les insectes «broyeurs-lécheurs»

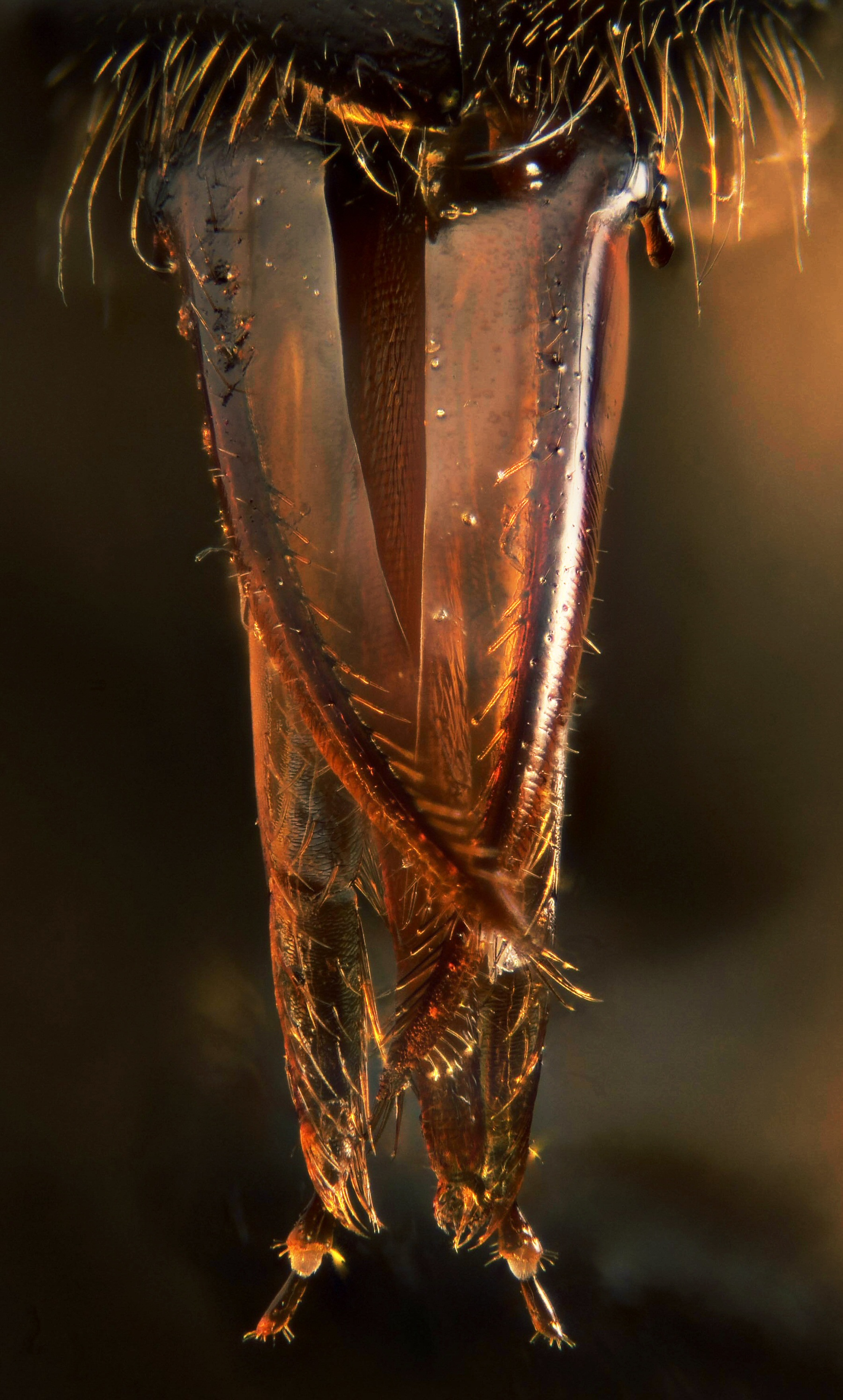
L'appareil buccal de l'abeille européenne est composé de pièces mâcheuses (paire de mandibules) et lécheuses (allongement du complexe labio-maxillaire observé sur la photographie. Le développement des galéas maxillaires et des palpes labiaux forme une gaine dans laquelle se rétracte la « langue »).

Les pièces buccales de type broyeur-lécheur sont caractérisées par la présence de mandibules qui permettent de broyer et malaxer des éléments solides, et la transformation d'une pièce buccale en organe de léchage : haustellum (du latin haurire, « puiser ») des Trichoptères ; « langue » velue (appelée glosse) chez les Hyménoptères, issue de l'allongement du labium qui présente à son extrémité un petit élargissement, le flabellum (appelé aussi proboscis), constitué en surface de canaux formés de rangées de poils fins qui permettent à ces insectes broyeurs de lécher et pomper des liquides sucrés (comme le nectar) remontant par capillarité dans ces poils qui recouvrent la glosse. Le flabellum passe et repasse (léchage), comme un petit pinceau, et les liquides sont aspirés dans le canal de la « langue » et le canal périphérique (aménagé par les palpes labiaux et les mâchoires qui forment un étui autour de la glosse). Il existe plusieurs types de « broyeurs-lécheurs », les modèles variant du type broyeur (celui de la Tenthrède, hyménoptère primitif) au type lécheur (chez les abeilles, les mandibules conservent l'aspect de dents et contribuent au broyage des étamines et ainsi à la récolte du pollen) avec des formes intermédiaires (celui des fourmis). Ce type de pièces buccales est donc adapté selon l’espèce considérée à la consommation d’aliments liquides (Ex. nectar) et/ou solides (ex. végétaux).

### Les insectes «suceurs»
Leur appareil buccal est adapté au pompage d'aliments liquides (nectar des fleurs, jus des fruits fermentés, sang, larmes…) ou liquéfiés (par leurs secrétions salivaires), grâce aux principales pièces buccales (mandibules, maxilles, hypopharynx…) qui sont allongées et forment un long tube par lequel les aliments liquides sont aspirés.

#### Les insectes «suceurs-lécheurs»

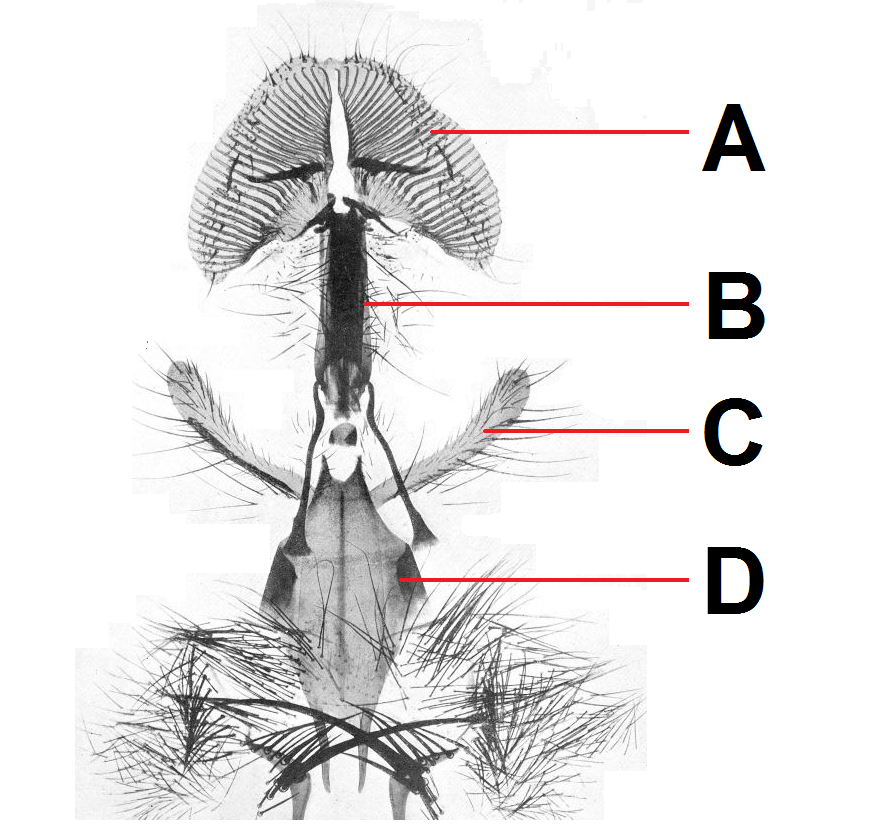
Appareil buccal de la mouche de type « suceur labial », vu au microscope. Le proboscis est constitué d'une partie proximale, le rostre (D), une partie médiane l'haustellum (B) qui enveloppe l'hypopharynx, et une partie distale, le labellum (A) issu de la fusion de palpes labiaux. Les pseudo-trachées du labellum font converger les aliments liquides vers le canal alimentaire.

Chez le type « suceur labial », le labium est très développé, formant une trompe molle appelée proboscis. Le prémentum du labium est prolongé par un labellum (en) constitué de deux labelles, coussinets en forme de ventouses, qui agissent comme une éponge pour aspirer les liquides accessibles (ils sont creusés dans l'épaisseur même de l'endocuticule de nombreux canalicules dont l'écrasement est empêché par des arceaux sclérifiés ressemblent un peu à des trachées, d'où leur nom de pseudo-trachées). C'est la cas des Diptères supérieurs (Muscidés, Syrphidés et Tachinidés).
Le type « suceur maxillaire » ou « siphonneur » présent chez les Lépidoptères, voit l'atrophie de la plupart des pièces buccales, à l'exception des palpes labiaux et surtout des derniers segments des maxilles (appelés galéas) dont l'hypertrophie se traduit par un grand allongement. Chacune est creusée d'une demi-gouttière, la coaptation la coaptation des deux galéas formant deux demi-tubes accolés qui constituent une trompe flexible appelée spiritrompe (du grec speira, « courbe, spirale », en référence à l'enroulement de la trompe en spirale au repos) ou proboscis. Le processus de déroulement et de l'enroulement de la spiritrompe fait appel à deux mécanismes : mécanisme hydraulique pour le déroulement (compression de l'hémolymphe dans les galéas par une musculature externe aux galéas) ; mécanisme musculaire pour l'enroulement (rétraction de la trompe par contraction des muscles situés dans les galéas),.

#### Les insectes «piqueurs-suceurs»
L'appareil buccal de type piqueur-suceur est caractérisé par des pièces buccales très fines et allongées qui, en raison de leur capacité à percer les tissus de végétaux ou la peau des animaux pour y aspirer les liquides internes endigués, sont appelés stylets (en). Les stylets mandibulaires externes et les stylets maxillaires internes s’assemblent souvent en un faisceau unique. Certains des insectes dotés de ce type d'appareil buccal « comme les cigales et les pucerons, se nourrissent de la sève des plantes. Ainsi les pucerons enfoncent leurs stylets dans les tissus de la plante jusqu'aux vaisseaux phloémiens afin d'y aspirer la sève élaborée. Afin de prévenir la cicatrisation des vaisseaux lors de la prise de nourriture, ils injectent de la salive. D'autres insectes, comme les punaises des lits, les glossines (ou mouches « Tsé-Tsé») et les moustiques, se nourrissent de sang… Comme tous les insectes hématophages, ils injectent de la salive afin de prévenir la coagulation de ce dernier. Enfin, d'autres encore, comme les punaises Réduvidés et Bélostomatidés, se nourrissent d'insectes. Après avoir piqué une proie, elles lui injectent de la salive pour liquéfier ses tissus et ensuite les absorber ».